# Faouzia (chanteuse)
Faouzia Ouihya, dite Faouzia, est une auteure-compositrice-interprète et musicienne maroco-canadienne, née le 5 juillet 2000 à Casablanca (Maroc).

## Biographie
Faouzia naît le 5 juillet 2000 à Casablanca, au Maroc, puis déménage avec sa famille à l'âge de 5 ans à Notre-Dame-de-Lourdes, au Manitoba (une province du Canada), avant de s'installer à Carman, également au Manitoba,. Elle parle couramment l'anglais, le français et l'arabe.
Déclarant avoir eu ses premiers souvenirs musicaux entre l'âge de 6 et 7 ans, elle fera plus tard une reprise de la chanson Hung Up de Madonna, artiste qu'elle considère comme parmi ses « souvenirs d'enfance » (Childhood Memories).
À 15 ans, elle remporte le prix de la chanson de l'année, le prix du public et le grand prix de la Chicane électrique 2015, une compétition musicale annuelle conçue pour rassembler les jeunes musiciens francophones du Manitoba. Elle commence à publier ses chansons et autres reprises sur YouTube, ce qui lui vaut d'être remarquée et de signer un contrat avec l'agence Paradigm Talent,.
En 2016, elle remporte la deuxième place du programme de mentorat des artistes émergents (Emerging Artist Mentorship Program) de l'Allée des célébrités canadiennes. En 2017, elle reçoit le grand prix du concours de musique Unsigned Only de Nashville. La même année, elle collabore avec son collègue manitobain Matt Epp (en) sur leur single The Sound et remporte l'International Songwriting Competition, le plus grand concours d'écriture de chansons au monde. Ils sont les premiers Canadiens en seize ans d'histoire du concours à remporter le premier prix, battant 16 000 autres participants de 137 pays différents. Elle se produit aussi avec l'Orchestre symphonique de Winnipeg à Winnipeg, pour célébrer le 150e anniversaire du Canada.
Faouzia figure dans la chanson Battle, le deuxième titre de l'album studio 7 de David Guetta, sorti en août 2018,,. Dans une interview avec le quotidien helvétique Le Matin, David Guetta met en avant la voix puissante de Faouzia, son vibrato et son style particulier pour expliquer pourquoi il l’a invitée à participer à cet album.
Puis elle collabore avec Ninho sur le morceau Money issue de l'album Destin paru en 2019. Depuis, il a été certifié single de platine en France. 
Fin 2020, elle chante Minefields en duo avec le chanteur américain John Legend,.